# 四大名捕重出江湖
《四大名捕重出江湖》（英語：Return of The Undercover）是香港亞洲電視製作的劇集，於1985年2月首播，阮惠源監製，主演有羅樂林、魯振順、金興賢、韋白、王偉、平凡等人。本劇是1984年首播劇集《四大名捕》之續集。本劇主要演員及主創人員，除了擔任故事編審的鄭文華及飾演皇帝的曹達華外，幾乎與前作完全不同。

## 劇情介紹
事緣諸葛神侯夜觀天象之時，發現自身將有一大劫降臨，另一方面，邪派高手上官蒼窮，因曾敗於諸葛神侯手下，故一心想復仇，矢誓要坐神侯之位，而他苦待多年，終於等到諸葛神侯氣數最弱之時，遂密謀一舉而殺諸葛神侯，而諸葛神侯也深知自己若不在人世，則定必劇盜蜂起，其勢不可收拾，苦思之下，決定兵行險著，布下一假死之局，暗中卻策令已退隱的四大名捕回京，以代其位，希望將影響減至最低。
此外，另一邪派高手胡天龍因多年前被諸葛神侯趕出中原，遠赴日本，並收得日本人古月正文為徒，並曾立誓中原有諸葛神侯一日，便不再踏足中原半步，此時為想回歸中土，遂遣其弟子古月正文到中原殺諸葛神侯，於是，便引出一連串勾心鬥角，懸疑詭秘，迂迴曲折的故事。

## 演員表
- 羅樂林 飾 冷血
- 魯振順 飾 追命
- 金興賢 飾 無情
- 韋白 飾 鐵手
- 文雪兒 飾 連秋心
- 曹達華 飾 皇帝
- 蔡倩兒 飾 上官嫣然
- 王偉 飾 諸葛神侯
- 平凡 飾 上官蒼穹
- 任喜寶 飾 任媚兒
- 羅國輝 飾 上官喬
- 李岡 飾 古月正文／胡正
- 陳植槐 飾 夏侯怪
- 敖龍 飾 孔根源
- 黃秀香 飾 春桃
- 鄭雷 飾 胡天龍
- 張龍英 飾 劍鬼
- 李顯明 飾 小諸葛
- 洪志成 飾 毒神農
- 梁錦燊 飾 千面神
- 馬雲純/郭錦雄 飾 生判
- 郭錦雄/馬熙澄 飾 死判
- 姜偉光 飾 斧頭陀
- 凌志華 飾 行者棍
- 梅金光 飾 千手如來